# زنبق زینایدا
زنبق زینایدا (نام علمی: Iris zenaidae) نام یک گونه از سرده زنبق است.